# Lismore (Eswatini)
Koordinaten: 27° 7′ S, 31° 56′ O
Lismore ist ein Ort in Eswatini. Er liegt im Südosten des Landes in der Region Lubombo. Der Ort liegt etwa 250 Meter über dem Meeresspiegel im Lowveld.

## Geographie
Lismore liegt im südöstlichsten Zipfel der Region Lubombo, unterhalb des Berges Ingwavuma der n der Stelle die Grenze zu Südafrika im Osten bildet. Der Ort liegt an der Fernstraße MR8, die von Norden nach Süden in die Region Shiselweni verläuft. Die nächstgelegenen Orte im Norden sind Mbutfu und Nsoko. 
im Lowveld verlaufen verschiedene Zuflüsse des Ngwavuma nach Norden.